# Герб Англії
Герб Англії — у червеному полі три золотих лева. Створив його Річард I Левове Серце в 1190 році. До нього використовувався інший герб, з одним левом. З початком Столітньої війни і коронацією Едуарда III як короля Франції, до левів додалися французькі лілії. Вони зберігалися до 1603 року.

## Історія герба
| Герб | Роки      | Герб | Роки      |
| ---- | --------- | ---- | --------- |
|      | 1133—1198 |      | 1198—1340 |
|      | 1340—1406 |      | 1406—1603 |
|      | 1603—1649 |      | 1649—1653 |
|      | 1653—1660 |      | 1660—1707 |